# Одни (фильм)
«Одни» — советский короткометражный фильм 1966 года по одноимённому рассказу Василия Шукшина.

## Сюжет
Сорок лет прожили в браке простые деревенские люди Антип и Марфа, двенадцать детей подняли, шестерых забрала война, но теперь в доме они одни. Марфа — строгая, хозяйственная женщина, Антип — мужик работящий, колхозный шорник, искусный в своём деле, изредка берущий в руки балалайку — единственную отдушину в трудовых буднях Антипа и... единственный предмет ревности строгой Марфы. За балалайку, по мнению Марфы только отнимающей у мужа время, Антипу и придётся настрадаться и натерпеться, и не от врагов, а от односельчан, родственников и собственной жены...

## В ролях
- Павел Кормунин — Антип
- Мария Виноградова — Марфа

В эпизодах: Е. Вольская (жена Устина), А. Заботин, И. Заботин, И. Косых, В. Трифонов, Н. Юдин (возница), Г. Шаповалов.
Музыкальный консультант фильма и исполнитель на балалайке — балалаечник-виртуоз Михаил Рожков.

## О фильме
Фильм является дипломной ВГИКовской работой двух выпускников режиссёрского факультета Леонида Головни и Александра Сурина, художественный руководитель — Ефим Дзиган.

Объектом исследований стала природа человеческой личности. Готовясь к дипломной работе вместе со своим другом, тоже выпускником режиссёрского факультета Александром Суриным, Леонид обсуждал замысел будущего фильма. Хотелось, чтобы это был глубоко национальный кинорассказ о прекрасной и щедрой душе, о широте и сложности русского характера. Нашли великолепную основу для сценария — рассказ молодого писателя Василия Шукшина.— Советский экран, 1967
Фильм снят по одноимённому рассказу Василия Шукшина, впервые опубликованном в журнале «Новый мир» (№ 2, 1963), и в том же году вошедший в первый сборник его рассказов «Сельские жители», вышедший в московском издательстве «Молодая гвардия», рассказ «Одни» является центральным рассказом сборника.
Сценарий написан самим Шукшиным в 1965 году, писатель переработал текст для кинематографа и дополнил некоторыми новыми сценами, например, эпизодом с пленными японцами, занятыми на строительстве домов и дорог, по мнению литературоведов таким образом им был установлен локальный маркер характерных реалий послевоенного Алтая — малой родины Шукшина.
Эта первая экранизация произведений Василия Шукшина, и одна из трёх ему прижизненных, наряду с фильмами «Конец Любавиных» (1971) и «Сапожки» (1972), не считая снятых им самим фильмов и снятого по его сценарию фильма «Пришёл солдат с фронта» (1971).
Актриса Мария Виноградова говорила, что Шукшин приходил смотреть отснятый материал, и сказал, что ему понравилась её работа, и позже взял её на роль в фильме «Калина красная».